# Sumba roseipennis
Sumba roseipennis är en insektsart som beskrevs av Bolívar, I. 1912. Sumba roseipennis ingår i släktet Sumba och familjen gräshoppor. Inga underarter finns listade i Catalogue of Life.